# Plášťovce
Plášťovce (em húngaro: Palást) é um município da Eslováquia, situado no distrito de Levice, na região de Nitra. Tem 50,51 km² de área e sua população em 2018 foi estimada em 1.534 habitantes.

## Demografia
| Ano:        | 1994 | 2004   | 2014   | 2024   |
| ----------- | ---- | ------ | ------ | ------ |
| Broj ljudi: | 1787 | 1701   | 1594   | 1442   |
| Razlika:    |      | -4,81% | -6,29% | -9,53% |

| Ano:               | 2023 | 2024   |
| ------------------ | ---- | ------ |
| Número de pessoas: | 1468 | 1442   |
| Diferença:         |      | -1,77% |